# Wrzosy (województwo kujawsko-pomorskie)
Wrzosy – osada w Polsce położona w województwie kujawsko-pomorskim, powiecie nakielskim, gminie Szubin.

## Podział administracyjny
W latach 1975–1998 miejscowość należała województwa bydgoskiego.

## Demografia
Według Narodowego Spisu Powszechnego (III 2011 r.) liczyła 70 mieszkańców. Jest 37. co do wielkości miejscowością gminy Szubin.